# Парк імені Тараса Шевченка (Чернівці)
Центр культури та дозвілля імені Тараса Шевченка (Центральний парк Шевченка )— парк-пам'ятка садово-паркового мистецтва місцевого значення в Україні. Розташований у місті Чернівці, на вулиці Садовій, 1 (прилягає до вул. Головної). Належить до об'єктів природно-заповідного фонду як національне, природне і культурне надбання.
Площа 16,9 га. Статус присвоєно згідно з рішенням облвиконкому від 30.05.1979 року № 198. Перебуває у віданні: адміністрація парку.

## Історія
Парк був закладений 18 травня 1830 року за проектом інженера Адольфа Маріна і був першим парком у Чернівцях. Для його створення він залучив садівників Антона Піотровського і Карла Бауера. Сюди було завезено з Європи понад 35 тисяч чагарників і дерев. Названий був Народним садом (нім. Volksgarten). 1946 року парк був переіменований на честь Калініна, а 1990 року отримав назву на честь Шевченка.
За традиціями європейського паркового мистецтва, тут звели будиночки для відпочивальників. У центрі парку була облаштована у стилі класицизму купальня (курсалон), а також алеї для кінних прогулянок та ставок з лебедями, вкритий водяними ліліями. 1903 року було відкрито басейн з фонтаном.
За австрійських часів у пару встановлено пам'ятник імператору Францу Йосифу I, приурочений до його ювілею. 1897 року встановлено пам'ятник Костянтину Томащуку. Обидва монументи згодом були знесені румунською та рядянською владою відповідно. 2016 року пам'ятник Томащуку було відновлено та встановлено на тому ж місці.
У сучасному парку розташований окремий  парк атракціонів, який працює навесні, влітку та восени, залежно від погодних умов. Парк оснащений різними закладами харчування та має громадські вбиральні.
Від 2023 року обʼєднаний з Жовтневим Парком та перейменований у «Центр культури та дозвілля ім.Т.Шевченка».

## Радіотеатр ЦКтаД ім.Т.Шевченка
У листопаді 2023 року команда Центру культури та дозвілля ім.Т.Шевченка відкрила свій радіотеатр, публікуючи радіовистави на платформі Youtube. Авторкою проєкту є Тетяна Маслюк.
• «Буковинська Царівна» — театралізована радіоімпреза за фрагментами повістей «Вовчиха», «В неділю рано зілля копала» та «Земля» Ольги Кобилянської. Радіовистава присвячена 160-річчю з Дня народження видатної письменниці (премʼєра - 27 листопада 2023 року, реж. Ромко Гуцан);
• «Запорожець за дунаєм» — журлива радіокомедія за однойменною комічною оперою Артема Гулака-Артемовського. Радіовистава присвячена 49-річчю з Дня народження Василя Сліпака — українського оперного співака, учасник Революції Гідности та боїв на Сході України, Героя України (премʼєра - 20 грудня 2023 року, реж. Ромко Гуцан);
• «Кров і золото» — радіомонодрама за пʼєсою Андрія Іванюка. Вистава присвячена Дню закоханих (премʼєра - 14 лютого 2024 року, реж. Тетяна Маслюк); 
• «Мина Мазайло» — сатирична радіокомедія за однойменною пʼєсою Миколи Куліша. Вистава присвячена Міжнарожному дню мови (премʼєра - 21 лютого 2024 року, реж. Ромко Гуцан);
• «Актриса» — радіотрагікомедія за фрагментом з пʼєси Яни Іваницької. Радіовистава присвячена Міжнародному дню театру (премʼєра - 27 березня 2024 року, реж. Ромко Гуцан); 
• «Kvitka» — радіодрама (премʼєра - 4 квітня 2024 року, реж. Ромко Гуцан);